# Entodontopsis mexicana
Entodontopsis mexicana är en bladmossart som beskrevs av William Russell Buck och Robert Root Ireland 1985. Entodontopsis mexicana ingår i släktet Entodontopsis och familjen Stereophyllaceae. Inga underarter finns listade i Catalogue of Life.